# 여주 신접리 백로와 왜가리 번식지
여주 신접리 백로와 왜가리 번식지(驪州 新接里 白鷺와 왜가리 繁殖地)는 경기도 여주시 북내면 신접리에 있다. 1968년 7월 24일 대한민국의 천연기념물 제209호로 지정되었다.

## 개요
백로는 열대에서 온대에 이르는 전세계에 널리 분포하며 우리나라에서는 백두산 지역을 제외한 전지역에서 번식한다. 하천·호수·갯벌 등에서 볼 수 있으며 이른 봄부터 늦가을까지 우리나라에서 번식하는데, 주로 소나무·은행나무에 둥지를 만들어 번식한다.
왜가리는 우리나라의 백로과 조류중에서 제일 큰 새로서, 우리나라 전지역에 걸쳐 번식하는 여름새이다. 일부 적은 무리는 남쪽지방과 섬지방에서 겨울을 나는 텃새이다. 논, 하천, 해안, 갯벌 등에서 살며, 개구리, 물고기, 뱀 등을 잡아 먹는다.
여주 신접리 백로 및 왜가리 번식지에는 약 50년 전부터 백로와 왜가리가 번식하기 시작했고, 마을에 있는 약 400년 된 은행나무에서 집중적으로 번식해 왔다. 그러나 이 나무가 말라 죽으면서 약 40년 된 참나무에 번식해 왔는데 이 나무 역시 배설물의 피해로 말라 죽었다. 약 8년 전부터 죽은 나무들 대신에 아카시아 나무와 소나무를 심어 이곳에 번식시키고 있다. 우리 선조들은 “백로가 들면 마을이 부유해진다”고 믿어 마을의 백로를 극진히 보호해 왔다.
여주 신접리의 번식지는 우리나라 중부지역에 위치한 백로와 왜가리의 번식지를 대표하기 때문에 천연기념물로 지정·보호하고 있다.

## 참고 자료
- 여주 신접리 백로와 왜가리 번식지 - 국가유산청 국가유산포털